# Beulotte-Saint-Laurent
Beulotte-Saint-Laurent là một xã thuộc tỉnh Haute-Saône trong vùng Bourgogne-Franche-Comté phía đông nước Pháp.